# Aravind Adiga
Aravind Adiga (ur. 23 października 1974 w Madrasie) – indyjski pisarz i dziennikarz. Zdobywca Nagrody Bookera w 2008 roku za powieść The White Tiger (2008, Biały Tygrys). Kolejne jego książki to:
- Między zabójstwami (Between the Assassinations, 2009)
- Ostatni mieszkaniec (Last Man in Tower, 2011)

Jego rodzice są Kannadygami z Mangaluru. Początkowo studiował w kraju, ale później wyjechał razem z rodziną do Sydney w Australii, gdzie także studiował. Następnie uczył się na Columbia University. Publikował artykuły m.in. w „Financial Times” i „The Wall Street Journal”.